# 八ホウ酸ナトリウム
八ホウ酸ナトリウム（はちホウさんナトリウム、英: sodium octaborate）は、無色無臭で粉末状、難燃性の無機化合物である。ヒトに対して経口および皮膚に対し急性毒性、慢性毒性は見られない。殺虫剤、殺菌剤、木材防蟻防腐剤として使われている。